# W Weronie
W Weronie – wiersz Cypriana Kamila Norwida napisany ok. 1847–1849 roku, inspirowany historią Romea i Julii. Wiersz zbudowany jest z czterech strof tercynowych. W latach 70. XX wieku spopularyzowała go piosenkarka Wanda Warska do muzyki Andrzeja Kurylewicza (na płycie Muzyka teatralna i telewizyjna).

## Data powstania
Pod tekstem ostatniej redakcji tego wiersza z ok. 1873 Norwid zapisał: W Weronie, w nocy roku arcydawnego, pisał był sługa. Oznacza to, że wiersz powstał we Włoszech, prawie na pewno podczas drugiego pobytu poety w tym kraju, w latach 1847-1849. Ponieważ w latach 1848-1849 Werona znajdowała się na terenach objętych wojną włosko-austriacką, prawdopodobniejszy z tego względu wydaje się rok 1847. Z drugiej strony wiersz wykazuje wyraźne powinowactwa z utworami Norwida powstałymi w latach 1848-1849.

## Losy tekstu
Wiersz został bez osobnego tytułu włączony przez Norwida w 1850 do tekstu komedii Noc tysiączna druga. W pierwszej scenie utworu recytuje go śpiewnie główny bohater Roger, patrząc przez otwarte po burzy okno z Castel-Fermo ku Weronie. W drugiej scenie jego końcowy fragment przytacza Dama, przeciwstawiając się naukowemu światopoglądowi Doktora. W 1854 wiersz ukazał się drukiem w Pokłosiu. Zbierance literackiej na korzyść sierot Edmunda Bojanowskiego pod tytułem Nad grobem Julii Capulleti w Weronie. W 1857 roku poeta przesłał poprawioną wersję Nocy tysiącznej drugiej Teofilowi Lenartowiczowi, mając nadzieję na publikację utworu. Lenartowicz przekazał komedię redakcji lwowskiego Dziennika Literackiego. Nie znalazła ona jednak uznania u redaktorów. Natomiast w 1867 niespodziewanie wydrukowany został z niej wiersz weroneński pod tytułem Improwizacja w Castel-Fermo pod Weroną. W tym samym 1867 wiersz ukazał się też bez tytułu w Bibliotece Warszawskiej w ramach Kroniki paryskiej Zofii Węgierskiej.
W sumie wiersz dotarł w ośmiu przekazach: 4 autografach, 1 odpisie i 3 drukach. Trzecim oprócz Pokłosia i Biblioteki Warszawskiej drukiem jest druk w Czasie z 1901. Odpisu dokonał z tekstu posiadanej komedii Lenartowicz w liście do J. I. Kraszewskiego z marca 1860 opatrując go tytułem Na grób Julietty. Oprócz autografu z Nocy tysiącznej drugiej zachowały się jeszcze:
- autograf w kodeksie Vade-mecum z lat 1865-1866 pod tytułem W Weronie;
- autograf bez tytułu w papierach Zofii Węgierskiej. Tekst jest prawie identyczny z tekstem wydrukowanym w Bibliotece Warszawskiej, co może wskazywać na to, że Norwid, będąc kiedyś u Węgierskiej przepisał go na podstawie warszawskiej publikacji. Mogło to nastąpić jesienią 1868 lub w 1869;
- autograf bez tytułu w papierach rodziny Wagnerów pochodzący z lat 1873-1976[1].

## Ważniejsze różnice pomiędzy tekstami
| wers | Nad grobem z 1854   | Vade-mecum z 1866     | Autograf z 1873     |
| ---- | ------------------- | --------------------- | ------------------- |
| 4    |                     | nieprzyjaznych grodów | połamanych grodów   |
| 5    | wywrócone bramy     | rozwalone bramy       | obalone furtki      |
| 6    |                     | gwiazdę zrzuca        | zrzuca gwiazdę      |
| 8    | i dla Romea         | że dla Romea          |                     |
| 8    | łza ta              | ta łza                | łza to              |
| 9    | i w groby przecieka | i groby przecieka     | i w groby przecieka |
| 11   |                     | nie łzy są            | nie są łzy          |

## Interpretacja
Wiersz w późnych wersjach składa się z czterech tercyn, pierwotnie został podzielony przez poetę na dwie zwrotki sześciowersowe. Pierwsza opisuje sytuację, druga daje jej dwie interpretacje. Opis, pozornie beznamiętny, przedstawia ruiny domów, znanych z tragedii Szekspira, zwaśnionych rodzin Montekich i Kapuletich. Po burzy, spłukane deszczem, jaśnieje na niebie łagodne oko błękitu. Sądząc po tym, że ze szczytu nieba spada gwiazda, wydaje się, że okiem tym jest księżyc, siejący łagodnym światłem. Patrzy on na gruzy i rozwalone bramy świetnych dawniej rezydencji i zrzuca gwiazdę. Przy czym oko pojawia się na tle błękitu dnia, a nie nocnej czerni, co wydaje się odsyłać do ikonografii oka Opatrzności. Z kolei wers o zrzuceniu gwiazdy ze szczytu stanowi wyraźną aluzję do Iz 14, 12-14ː Jakże to spadłeś z niebios, Jaśniejący, Synu Jutrzenki? (...) Ty, który mówiłeś w swym sercu: Wstąpię na niebiosa; powyżej gwiazd Bożych postawię mój tron. (...) Wstąpię na szczyty obłoków. Oko patrzące z błękitu na upadek dawnej świetności, strąca ze szczytu gwiazdę pychy. Bóg bowiem pysznym się sprzeciwia (1P 5, 5). Poeta snuje refleksję o przemijaniu ludzkich potęg.

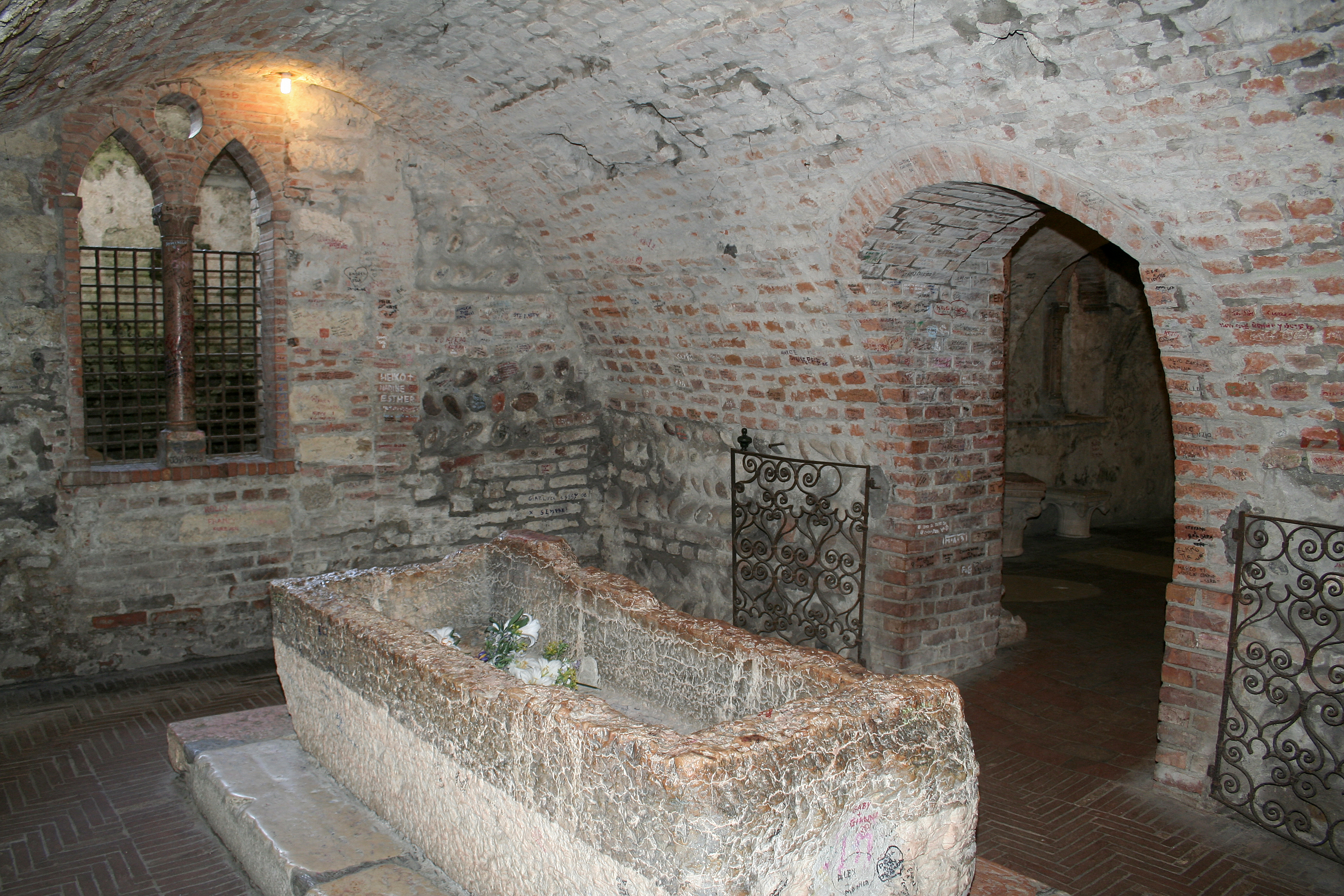
Grób Julii. Werona

Kolejne dwie tercyny przynoszą dwie odmienne interpretacje. Cyprysy widzą w spadającej gwieździe łzę, wylaną nad losem Julii i Romea. Ta łza przenika do grobowca, obmywa zmarłych. Natomiast ludzie, którzy powołują się na wyniki badań naukowych, mówią, że to są tylko kamienie. W mechanicystycznej przestrzeni ich spadanie nie ma celu, nikt na nie nie czeka. Zgodnie z interpretacją tych dwóch ostatnich strof z Nocy 1002, podanych przez Damę, słowa te przenoszą współczucie ponad obraz płynący z nowożytnej nauki. Warto jednak zwrócić uwagę, że możliwa jest też inna interpretacja. Zarówno bowiem narracja cyprysów, jak i narracja ludzi nie zgadzają się z interpretacją poety z dwóch pierwszych zwrotek. I być może to ona jest w utworze wiodąca. 